# 真勝院 (葛飾区)
真勝院（しんしょういん）は、東京都葛飾区にある真言宗豊山派の寺院。新四国四箇領八十八箇所霊場第28番札所。

## 概要
806年（大同元年）に開山した。柴又界隈で最も古い寺である。
近くの柴又八幡神社の別当寺でもあった。

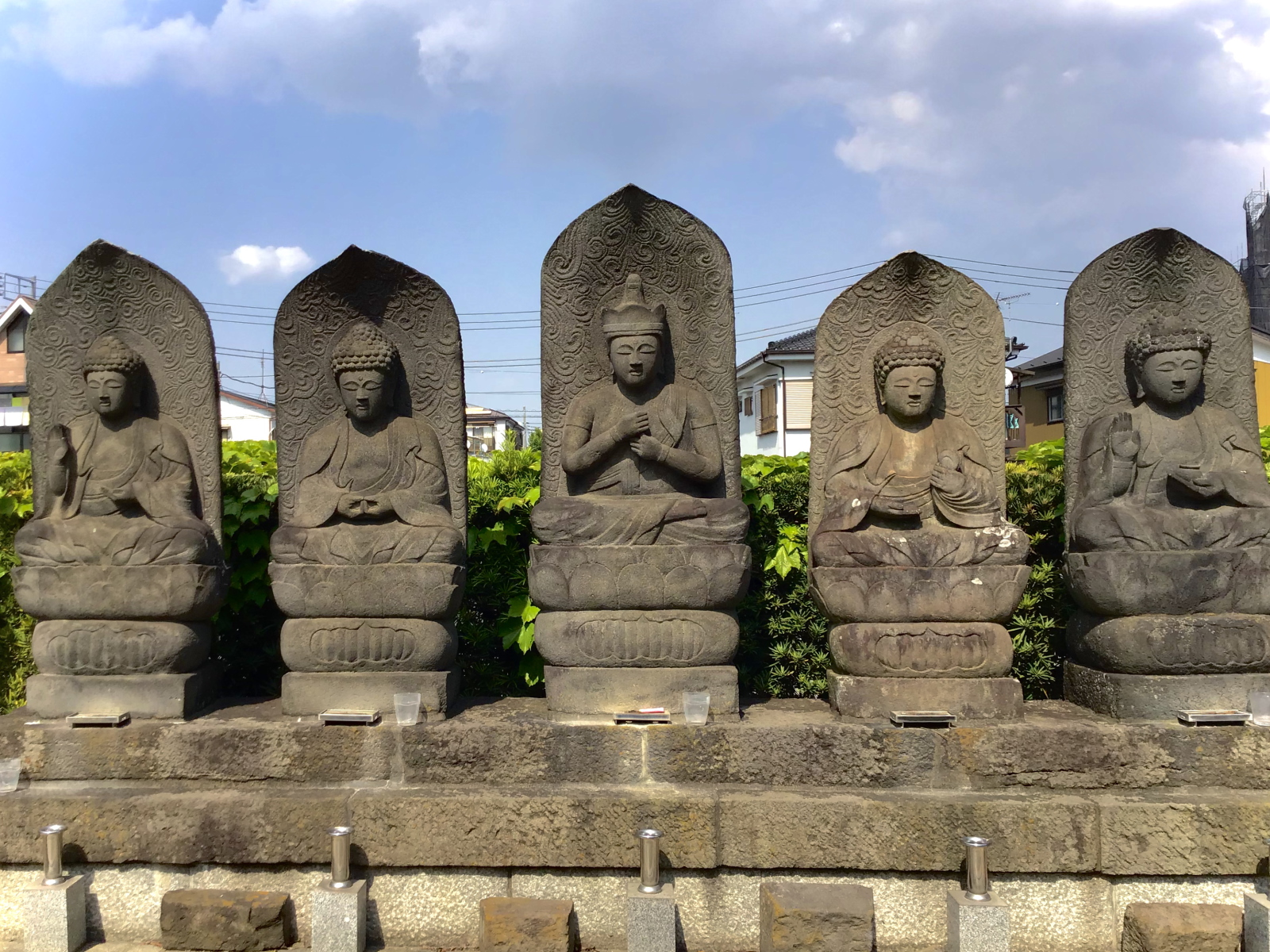
境内にある五智如来。
横にある解説文によると、右から阿閦如来、宝生如来、大日如来、阿弥陀如来、不空成就如来となっている。

境内には、五智如来の石仏がある。1660年（万治3年）に柴又村の名主らによって建立された。

## 交通アクセス
- 柴又駅より徒歩4分（経路案内）。